# Bunta (Rumunia)
Bunta – wieś w Rumunii, w okręgu Alba, w gminie Roșia Montană. W 2011 roku liczyła 6 mieszkańców.